# Tetrablemma marawula
Tetrablemma marawula är en spindelart som beskrevs av Pekka T. Lehtinen 1981. Tetrablemma marawula ingår i släktet Tetrablemma och familjen Tetrablemmidae.
Artens utbredningsområde är Sulawesi. Inga underarter finns listade i Catalogue of Life.